# Хемскерк, Эгберт ван
Эгберт ван Хемскерк, Эгберт Ясперс ван Хемскерк Второй, или Младший (нидерл. Egbert van Heemskerck, Egbert Jaspersz van Heemskerk II; 1634, Харлем — 1704, Лондон) — голландский рисовальщик и живописец бытового и сатирического жанра эпохи «Золотого века Нидерландов». С 1666 года работал в Англии.

## Биография
Эгберт Ясперс родился в Харлеме, по одной из версий, в семье медика Яспера Ясперса из Хемскерка (провинция Северная Голландия и Маритге Янсдр ван Стрален. В иных источниках он называется сыном Эгберта ван Хемскерка Старшего (1610—1680), живописца из Харлема по прозванию «крестьянин» (paysan).
После смерти отца его мать Маритге в 1651 году вышла замуж за торговца произведениями искусства Яна Вейнантса, который был отцом живописца-пейзажиста Яна Вейнантса Младшего, что сделало Яна и Эгберта сводными братьями.
Эгберт был учеником Питера де Греббера, в 1646 году он стал членом харлемской Гильдии Святого Луки. В 1666 году (или в начале 1670-х годов) он переехал в Лондон, где одна из его сатирических картин, очевидно, вызвала недовольство короля Англии Карла II. Хотя он зарегистрирован как умерший в Лондоне в 1704 году, Лоренс ван дер Веен внёс его в список художников, умерших в 1702 году.
Хемскерк писал картины с изображениями сцен из крестьянской жизни, быта таверн, деревенских развлечений. Испытал влияние Давида Тенирса и Адриана Брауэра, но он писал и пейзажи, а также сцены искушения Святого Антония и фантастические композиции с изображениями шабаша ведьм. Работал в Лейдене и Гааге.
Произведения Эгберта ван Хемскерка часто смешивают с работами его сына, другого художника бытового жанра, которого именовали также Эгбертом ван Хемскерком (ок. 1676—1744). Возможно, у Эгберта Ясперса было два сына либо второй Эгберт является внуком первого. Нидерландский институт истории искусств (RKD) в настоящее время делит работы этих художников между отцом «Эгбертом ван Хемскерком (I)» и «Эгбертом ван Хемскерком (II)». Кроме того, известно имя ещё одного художника: Бастиана, или Себастьяна Хемскерка (?—1748), также голландского живописца бытового жанра, с 1691 года работавшего в Амстердаме и подражавшего Эгберту ван Хемскерку (отцу?). Его картина «Крестьянский ужин» имеется в санкт-петербургском Эрмитаже.
Картины Эгберта ван Хемскерка выставлены в Рейксмюсеуме в Амстердаме, Лувре в Париже, Музее изящных искусств в Турне, Музее Боуз в замке Барнард, Национальной галерее Виктории в Мельбурне, Музее Фицуильяма в Кембридже. В Эрмитаже, в Санкт-Петербурге имеются три картины.

## Галерея

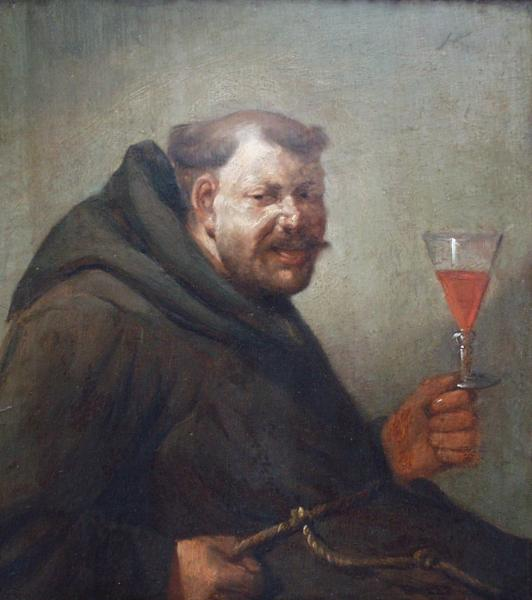
Выпивающий монах. Ок. 1650. Дерево, масло. Музей Бредиуса, Гаага
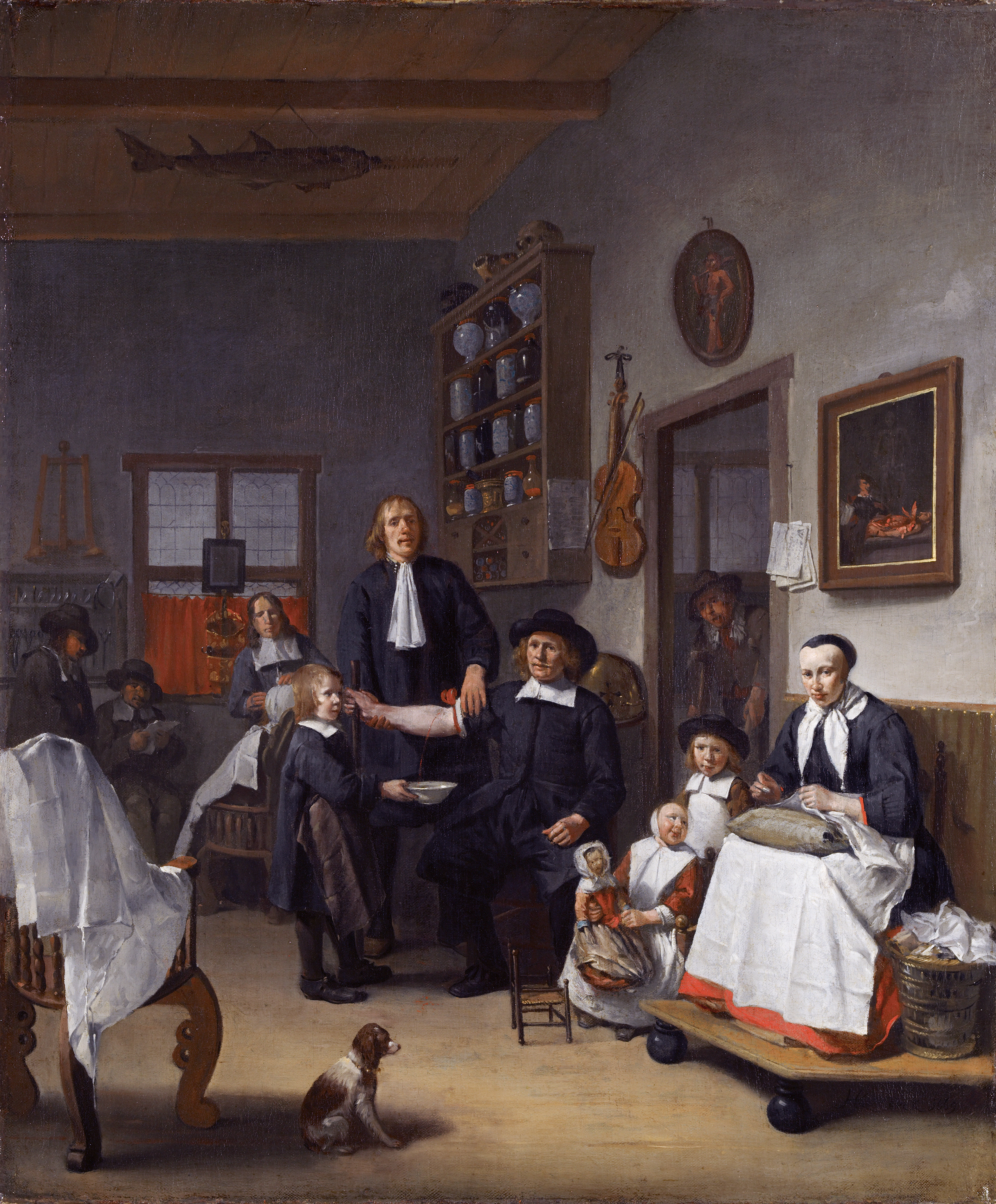
Якоб Франц с семьей в своей мастерской-парикмахерской. 1669. Холст, масло. Исторический музей, Амстердам
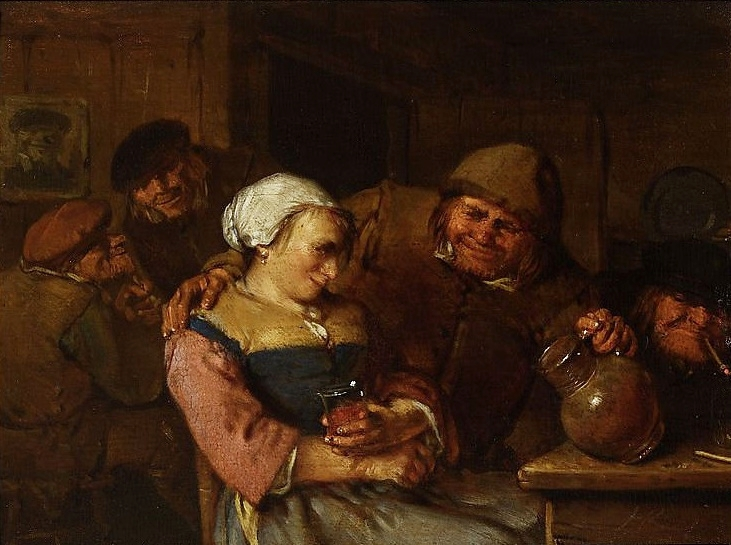
Бокал вина. Дерево, масло. Национальный музей, Варшава
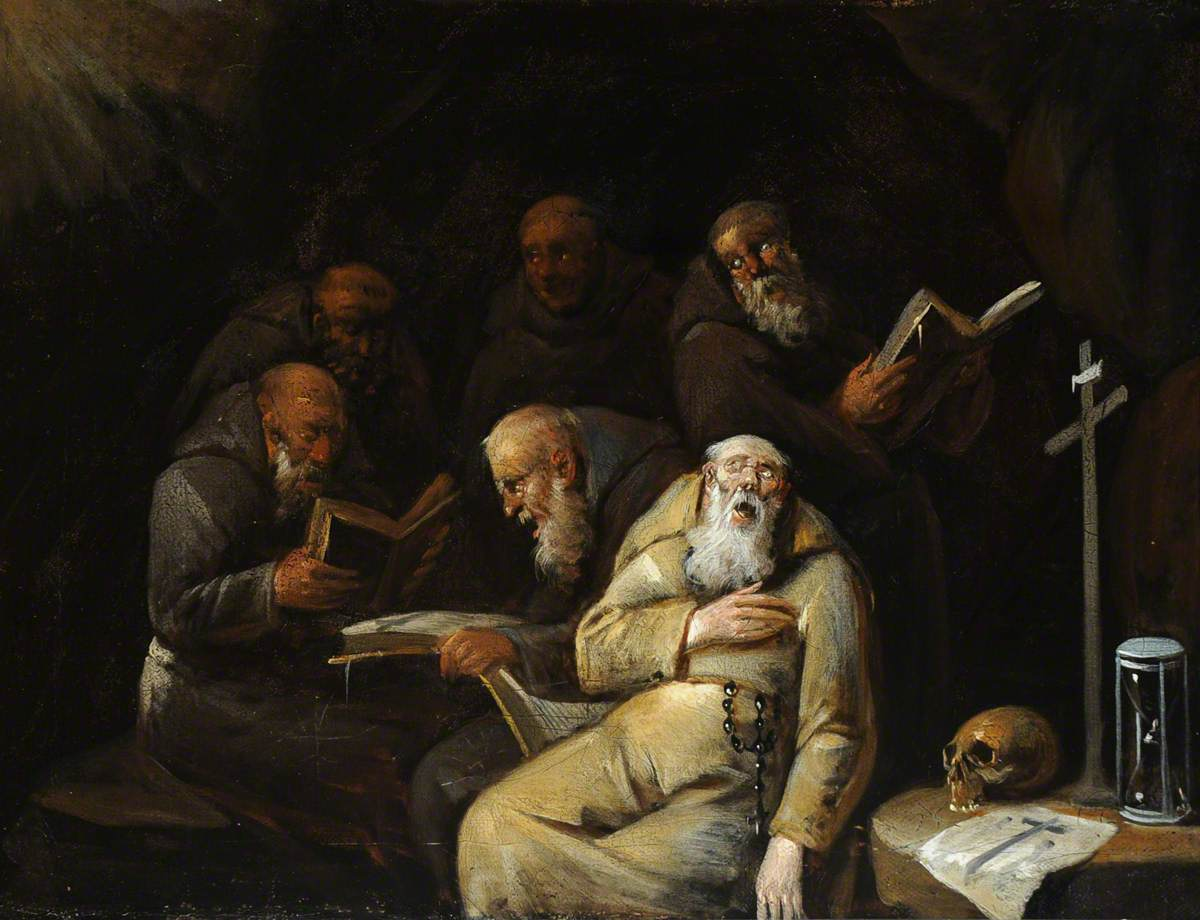
Монахи в молитве. Между 1600 и 1699. Холст, масло. Национальный фонд, Великобритания
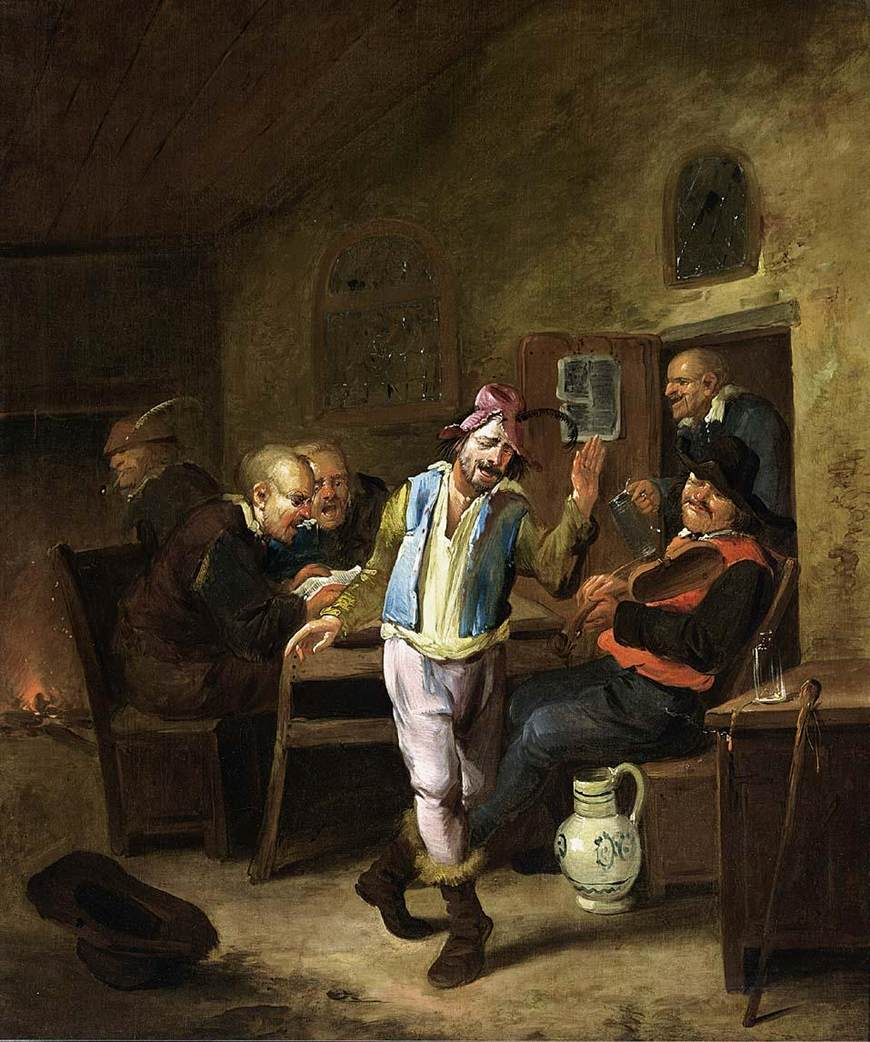
Крестьяне в таверне. Холст, масло. Частное собрание
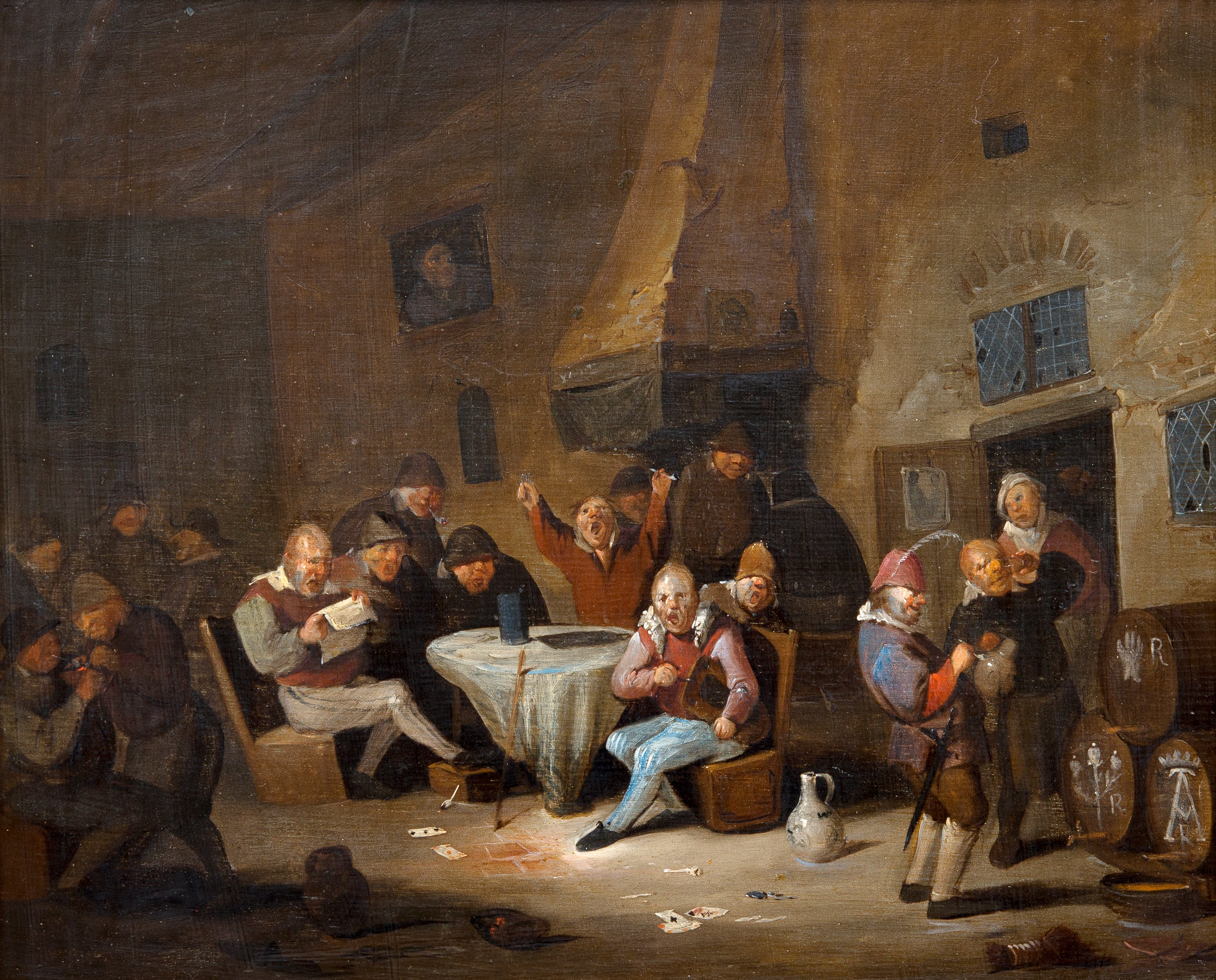
Сцена в таверне. Дерево, масло. Местонахождение не установлено
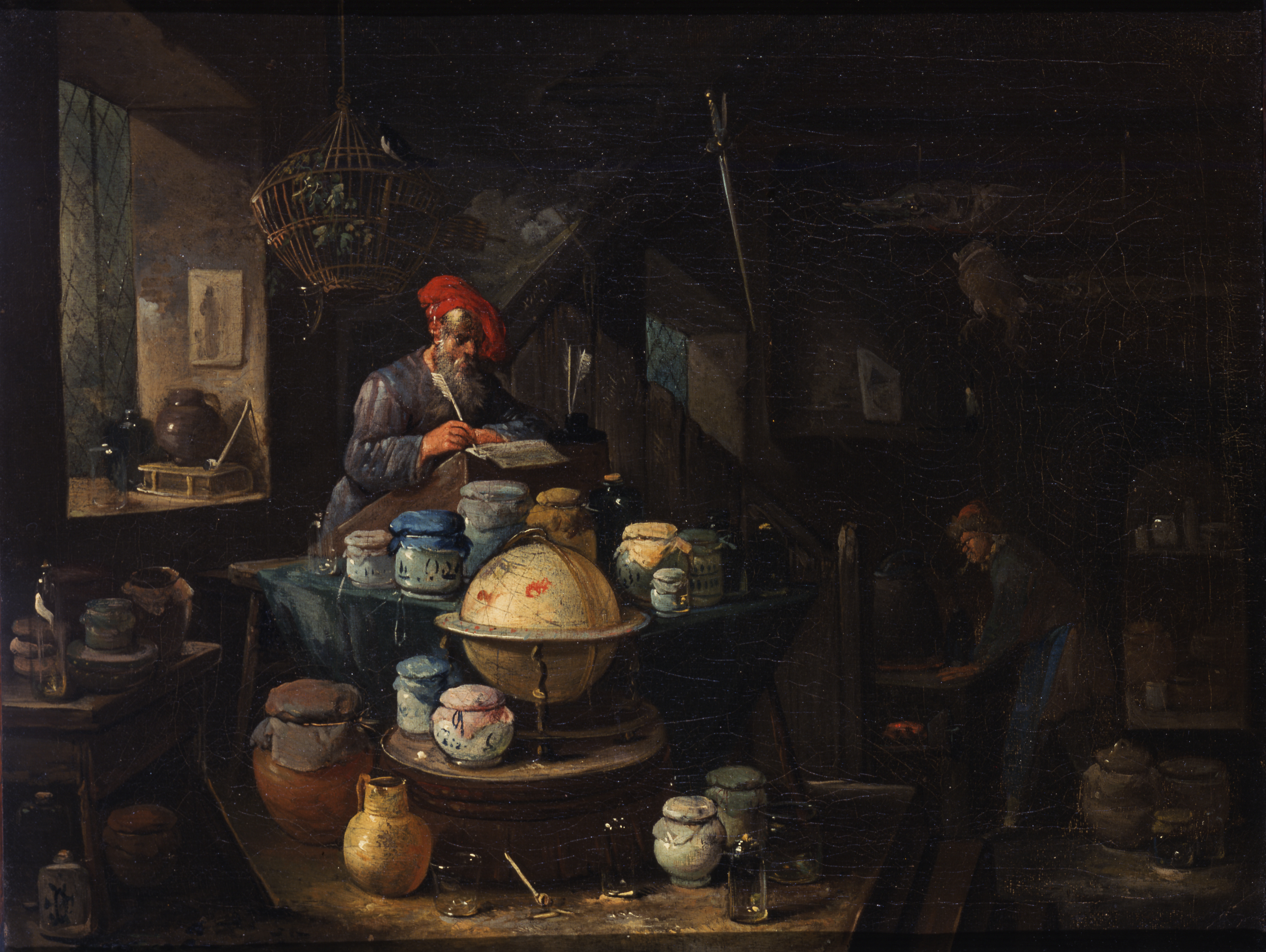
Aлхимик в своей мастерской. Холст, масло. Институт истории науки. Филадельфия, Пенсильвания, США